# Сто и първи конгрес на Македонската патриотична организация
Сто и първият конгрес на Македонските политически организации (МПО) се провежда на 3 – 4 септември 2022 година във Форт Уейн, Индиана, САЩ.
На него присъстват делегати от клоновете МПО „Пирин“, Чикаго, МПО „Бистрица“, Синсинати, МПО „Даме Груев“, Индианаполис, МПО „Свобода“, Кълъмбъс, МПО „Бащин край“, Детройт, МПО „Костур“, Форт Уейн, МПО „Струмишката петорка“, Ню Джърси, МПО „Тодор Александров“, Йънгстаун и МПО „Победа“, Торонто.